# 延上站
延上站（韓語：연상역）是朝鮮民主主義人民共和國咸鏡北道茂山郡的一個鐵路車站，属于白茂线。

## 邻近车站
白茂线
頭岩站 - 延上站 - 兴岩站